# Cantón de Montceau-les-Mines-Norte
El cantón de Montceau-les-Mines-Norte era una división administrativa francesa, que estaba situada en el departamento de Saona y Loira y la región de Borgoña.

## Composición
El cantón estaba formado por una fracción de la comuna que le daba su nombre:
- Montceau-les-Mines (fracción)

## Supresión del cantón de Montceau-les-Mines-Norte
En aplicación del Decreto nº 2014-182 de 18 de febrero de 2014, el cantón de Montceau-les-Mines-Norte fue suprimido el 22 de marzo de 2015 y su fracción de comuna pasó a formar parte del nuevo cantón de Montceau-les-Mines.